# Arbutus occidentalis
Arbutus occidentalis là một loài thực vật có hoa trong họ Thạch nam. Loài này được McVaugh & Rosatti mô tả khoa học đầu tiên năm 1978.